# Yvan Bachaud
Yvan Bachaud est un militant français œuvrant depuis les années 1970 pour l'instauration du référendum d'initiative citoyenne (RIC) en France, où il est l'une des figures historiques de la promotion du RIC.
En 2018, il fait partie avec Etienne Chouard de ceux ayant inspiré les Gilets jaunes, qui feront du RIC leur revendication prioritaire.

## Référendum d'initiative citoyenne
Selon Libération, Yvan Bachaud est le « vrai inventeur » du « RIC en toutes matières ». Yvan Bachaud milite pour que soit inscrit dans la Constitution l'existence d'un Référendum d'initiative citoyenne qui permette notamment d’abroger une loi ou d’en proposer une nouvelle, et de révoquer un élu pendant son mandat. Il voit dans le RIC un moyen d'aller vers plus de démocratie et déclare : « Cela permettrait de redonner la parole aux gens et les faire plus participer à la vie citoyenne ».
Le RIC est un référendum qui a la spécificité d'être déclenché dès qu'un certain nombre de citoyens se manifestent en sa faveur. À ce sujet, Yvan Bachaud déclare en 2024 : « je ne suis pas pour des seuils très bas qui pourraient paralyser les exécutifs en lançant des référendums sans arrêt ».
En 2006, il argumente la mise en place d'un RIC ainsi : « D'après les sondages, 82 % des Français sont pour. Tous les partis l'ont promis. Avec le RIC, on peut réformer sans descendre dans la rue. C'est la paix sociale garantie. »
En 1977, Yvan Bachaud a inventé l'acronyme RIC.
En 2019, Marianne indique que les défenseurs d'une « démocratie réelle » ont trouvé comme « porte-voix » Yvan Bachaud, dont le magazine écrit qu'il fait « office de père fondateur pour avoir créé un sigle : RIC ».
En 2006, 20 minutes le qualifie de « super-héraut » du RIC. En 2019, Le Dauphiné libéré le décrit comme étant « figure historique » du RIC, et France bleu comme le « « père fondateur » du RIC ». En 2023, LyonMag le présente comme étant un « partisan historique » de l’instauration du RIC.

## Biographie
Yvan Bachaud a exercé la profession de chirurgien-dentiste.
En 1975, après avoir contesté les dirigeants de la Fédération française de bridge, il est suspendu pour 5 ans des compétitions officielles. Pour suivre le procès qu'il leur intente, il fait des études de droits. Il découvre pendant ses études de droit l'existence des votations populaires de la Constitution suisse.
En 1977, à l'occasion de son investissement dans une association locale d'opposition à la création d'un lotissement, il inscrit le RIC dans les statuts, en s'inspirant du modèle suisse d'initiative populaire.
À partir de 1993, Yvan Bachaud mène sa lutte pour le RIC en présentant des candidats aux élections.
Il se revendique comme un « gaulliste de gauche ». Il se présente lui-même à partir de 1994 à chaque scrutin, local ou national,, et obtient des scores très faibles, avec par exemple 81 voix aux législatives de 2002 (soit 0,17% des votes). Il participe à de nombreuses élections présidentielles françaises pour promouvoir sa thèse,, ainsi qu'à des élections européennes, législatives, et locales,,,.
Il a également fondé ou été membre de plusieurs associations telles que RIC-France, Objectif-RIC, Article 3, le Clic (Comité de liaison pour l'initiative citoyenne), ou Espoir-RIC, ayant toutes pour point commun de souhaiter l'instauration en France du RIC. Yvan Bachaud a incité d'autres associations telles que l'Association pour le droit de mourir dans la dignité à faire du RIC une de leur revendication phare, sans succès,[source secondaire souhaitée]. Pendant des dizaines d'années, il promeut le RIC sur son site ric-france-fr.
Il manifeste devant les permanences des députés, passe ses journées à militer sur les forums sur internet ou à envoyer des courriers aux médias ou aux politiciens. Il inscrit les élus qui ne partagent pas son combat sur son site internet dans la rubrique « voleurs de la République ».
Il a également eu recours aux grèves de la faim ou au assignations en justices de personnalités politiques pour promouvoir le RIC. En 2004, il entame une grève de la faim devant le no 1 de la rue Adolphe-Max dans le 5e arrondissement de Lyon, afin de protester contre les promesses non tenues par Jacques Chirac, qui avait soutenu le référendum d'initiative populaire en 1995 et 2002, sans le mettre en œuvre une fois au pouvoir.
Il fait partie des personnes qui ont fait émerger comme revendication principale le référendum d'initiative citoyenne au sein du mouvement des Gilets jaunes lors de l'hiver 2018-2019,,,. Selon La Croix, Yvan Bachaud est avec Etienne Chouard l'un des symboles du combat pour le RIC pendant le mouvement des Gilets jaunes. Le 30 novembre 2018, il se rend auprès des Gilets jaunes de Saint-Clair-du-Rhône. Le 8 décembre, il participe à Saint-Clair-du-Rhône à une conférence diffusée en directe sur Facebook. Il s'y trouve en compagnie d’Étienne Chouard, de Maxime Nicolle, qui est l'une des figures du mouvement, et de Léo Girod, l'un des rédacteurs du site ric-france-fr,. À partir de ce moment-là, l'idée du RIC se répand parmi les Gilets jaunes et devient leur revendication numéro 1,.
En janvier 2019, il participe à Saint-Clair-du-Rhône à l'organisation du premier vote sur le RIC.
En juin 2019, il fait partie des 40 personnalités sélectionnées par l’association Objectif RIC en raison de leur connaissance approfondie du RIC, et qui devront faire un état des lieux des expérimentations du RIC en France et à l'étranger.
En 2023, alors surnommé « papy RIC », il participe à une petite action devant la mairie centrale de Lyon, qui a pour objectif de rappeler que le maire de Lyon Grégory Doucet avait promis dans son programme de mettre en place le RIC (Référendum d’Initiative Citoyenne), mais sans tenir sa promesse une fois élu.
En 2024, il promeut une loi déjà existante qui permet des référendums locaux d'initiative populaire dans les communes et les régions : il propose que les sites internet des mairies et régions comportent une page expliquant le principe de ce type de référendum. Il note que ce genre de référendum est purement consultatif, mais permettrait par exemple qu'un maire n'endette pas sa commune sur vingt ans sans qu'au moins les habitants aient pu donner leur avis.